# Boonville (Indiana)
Boonville es una ciudad ubicada en el condado de Warrick en el estado estadounidense de Indiana. En el Censo de 2010 tenía una población de 6.246 habitantes y una densidad poblacional de 800,13 personas por km².

## Geografía
Boonville se encuentra ubicada en las coordenadas 38°2′43″N 87°16′26″O / 38.04528, -87.27389. Según la Oficina del Censo de los Estados Unidos, Boonville tiene una superficie total de 7.81 km², de la cual 7.77 km² corresponden a tierra firme y (0.43%) 0.03 km² es agua.

## Demografía
Según el censo de 2010, había 6.246 personas residiendo en Boonville. La densidad de población era de 800,13 hab./km². De los 6.246 habitantes, Boonville estaba compuesto por el 97.68% blancos, el 0.46% eran afroamericanos, el 0.16% eran amerindios, el 0.13% eran asiáticos, el 0.02% eran isleños del Pacífico, el 0.42% eran de otras razas y el 1.14% pertenecían a dos o más razas. Del total de la población el 1.18% eran hispanos o latinos de cualquier raza.